# Piano Man (Person)
Der durch die Medien als Piano-Mann (engl. piano man) bekannt gewordene Andreas Graßl (* 25. Oktober 1984) wurde 2005 im Südosten Englands nach einem Suizidversuch aufgefunden. Danach redete er nicht. Ärzte attestierten ihm eine schwere Psychose, zu der es als Folge des Verlustes seines Arbeitsplatzes in Paris gekommen sei. Infolge seiner Identifizierung brach ein Medienhype aus, bei dem es zu einer sehr widersprüchlichen Extremisierung der Berichterstattung, beispielsweise über seine Erkrankung oder seine musikalischen Fähigkeiten, kam.
Andreas Graßl wurde am 7. April 2005 in einem nassen Anzug am Strand der Küstenstadt Sheerness im Südosten Englands aufgefunden. Der Mann wirkte verwirrt, sprach nicht und wurde daraufhin in die psychiatrische Abteilung des Krankenhauses in Dartford gebracht. Als ihm Papier und Bleistift gegeben wurden, zeichnete er darauf einen Flügel. Als man ihn zu einem Klavier führte, begann er angeblich stundenlang darauf zu spielen.
Da der stumme Klavierspieler nicht identifiziert werden konnte, setzten sich die Ermittler mit mehreren europäischen Orchestern in Verbindung, um herauszufinden, ob er dort vermisst werde. Der Fall erregte international großes Aufsehen.
Bei einer Vermissten-Hotline in England gingen mehr als 1000 Hinweise auf die vermeintliche Identität des Mannes ein, die die Ermittlungen jedoch nicht vorwärts brachten.
Mehrfach hieß es, der Mann habe eine verblüffende Ähnlichkeit mit einem tschechischen Pianisten. Eine Frau behauptete im dänischen Fernsehen, es handele sich um ihren algerischen Ehemann. Er wurde auch für einen Italiener gehalten. Eine andere Hypothese besagte, dass es sich bei dem blonden Mann um einen Skandinavier handelte, da er auf einer Karte einmal auf Oslo in Norwegen zeigte und ein anderes Mal auf einem Blatt Papier die schwedische Flagge zeichnete. Norwegische Studenten glaubten daraufhin, in dem Mann einen Austauschstudenten aus Irland zu erkennen.
Aufgrund seines Verhaltens wurde er von Ärzten als psychisch krank eingestuft, einige hielten ihn für einen Autisten. Mitte August 2005 brach der Piano-Mann sein Schweigen und offenbarte einer Krankenschwester, dass er ein Deutscher sei. Der damals 20-Jährige stamme aus Bayern und habe im Meer einen Suizidversuch begangen. Laut Aussagen des Klinikpersonals habe er ebenso von seiner Familie, deren Bauernhof und seinen zwei Schwestern erzählt.
Das Ereignis führte zu einem erneuten Medienhype. Während in vielen Berichten vor der Identifizierung die Rede davon war, dass der Piano-Mann konzertreif Klavier gespielt habe, soll er laut anderen Zeitungsmeldungen immer nur dieselbe Taste angeschlagen haben. In den Boulevardmedien kam auch eine Diskussion auf, inwieweit man bei diesem und ähnlich gelagerten Fällen von gespielten und vorgetäuschten Erinnerungslücken ausgehen kann oder muss. Ebenso hieß es, er selbst habe erklärt, dass er psychisch erkrankte Menschen betreut und nun deren Verhaltensweisen imitiert habe. Die Klinik attestierte ihm tatsächlich eine schwere Psychose.
Literarisch verarbeitet wird der Fall in dem 2008 erschienenen Buch De Pianoman des niederländischen Autors J. Bernlef.

## Ähnliche Fälle
- Kaspar Hauser
- Waldjunge Ray